# 貝雷扎 (紹斯特卡區)
51°43′50″N 33°51′58″E / 51.73056°N 33.86611°E

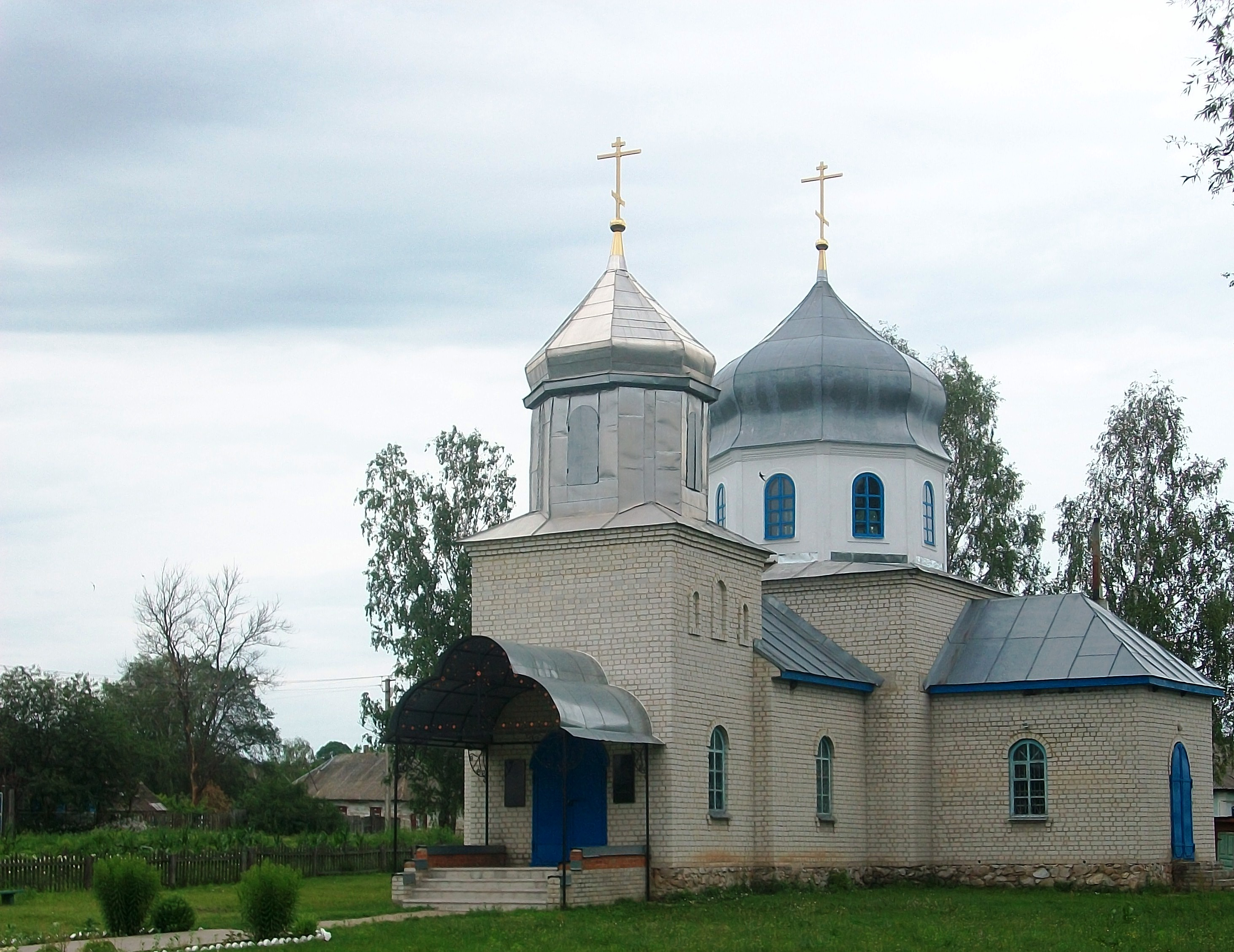
教堂

貝雷扎（烏克蘭語：Береза）是位於烏克蘭東北部的村莊，由蘇梅州紹斯特卡區的貝雷扎市鎮負責管轄，並為該市鎮的行政中心。該村處於埃斯曼河右岸，距離赫盧希夫4公里，面積3.5平方公里，海拔高度166米，人口1,200。